# 모슬봉
모슬봉(摹瑟峰)은 대한민국 제주특별자치도 서귀포시 대정읍 상모리에 위치하는 기생화산으로 높이는 181m정도의 낮은 오름(측화산)이다.

## 위치
모슬봉은 제주특별자치도 서귀포시 대정읍 상모리에 위치한 측화산(기생화산)으로 분화구는 원추형 모양이며 정상부는 모슬봉이라고 부른다. 서귀포시 대정읍 일과1리 해안에서 남동쪽으로 2.2km 떨어진 해발 181m의 모슬봉 정상에 위치한다. 봉수대 동쪽으로는 산방산과 산방연대, 남동쪽으로는 마라도와 가파도 그리고 송악산, 북서쪽으로는 당산봉이 있다.

## 모슬봉 일제 군사시설
모슬봉 일제 군사시설은 비행장에 필요한 전력 공급, 혹은 탄약 보관 등을 위해 건립되었는데 1941년 12월, 미국 하와이 진주만 기습으로 태평양 전쟁을 일으킨 일본은 1942년 태평양 상의 미드웨이 해전에서의 패배를 기점으로 수세에 몰리게 되었다. 전장이 점차 일본 본토로 접근해 오면서 본토 사수의 전략거점으로 제주도의 위치는 중요해졌고, 이에 따른 비행장 기능의 확충이 필요했다.

## 전해오는 이야기
모슬봉은 전사면의 경사도가 비슷하고 대칭적 구조를 지닌 전형적인 원추형 화산체이다.  ‘모래가 있는 포구’라고 하여 ‘모슬포’라고 붙여진 이름으로 ‘모슬개오름’이라 불리게 되었다. 오름의 생긴 모습이 정확히 좌우대칭 구조를 이루는 흔치 않은 구조이며 탄금봉(彈琴峰)이라고도 불릴 만큼 풍수지리적으로도 좋은 형태를 보이고 있다. 조선시대 때는 국상(國喪)시 주민들의 애곡을 위한 '망곡단(望哭壇)'이 있었다고 전한다.
조선 시대에 봉수가 있었는데, 남동으로 저별봉수, 북서쪽으로 차귀봉수와 교신했다. 『세종실록지리지』(대정)에 '모슬포악(毛瑟浦岳)', 『신증동국여지승람』(대정)에 '모슬악(毛瑟岳)', 『탐라지』(대정)에는 '모슬악(摹瑟岳)'으로 표기했다. 봉수가 있었기 때문에 『탐라순력도』(한라장촉)에는 '모슬망(摹瑟望)', 『탐라지도병서』, 『제주삼읍도총지도』, 『제주삼읍전도』, 『1872년지방지도』(대정)에는 '모슬봉(摹瑟烽)'이라 수록했다. 『조선지지자료』에 '모슬봉(摹瑟峰)', 『조선지형도』에 '모슬봉(摹瑟峯)'으로 기재했다. 본래 이 지역의 포구는 모래가 많아서 '모슬개'라 불렀는데, '모슬봉'은 이 이름에서 유래한 것이다.

## 같이 보기
- 서귀포시
- 알뜨르 비행장(모슬포 비행장)